# Robassomero
Robassomero (Robassomé in piemontese pronuncia /rubasu'me/) è un comune italiano di 3 070 abitanti della città metropolitana di Torino, in Piemonte.

## Geografia fisica
Robassomero è un piccolo comune posto su un terrazzo panoramico sulla sponda destra della Stura di Lanzo, alle porte di Torino (19 km).
Si affaccia sulla valle di Lanzo e sorge accanto al Parco naturale La Mandria.
Si trova a 360 m s.l.m.

## Origini del nome
Il nome deriva dal piemontese roba somé, che significa "ruba somaro".

## Storia
Robassomero è stato il primo comune denuclearizzato d'Italia: infatti il 17 dicembre 1981 il consiglio comunale ha approvato una delibera dal valore altamente simbolico che dichiarava Robassomero "zona denuclearizzata", ovvero zona nella quale è vietato installare ordigni atomici e centrali nucleari.

### Simboli
Stemma
(Art. 6 c. 2 dello Statuto comunale)
Gonfalone
(Art. 6 c. 3 dello Statuto comunale)

## Società

### Evoluzione demografica
In cinquant'anni a partire dal 1971, la popolazione residente è raddoppiata.
Abitanti censiti

### Etnie e minoranze straniere
Secondo i dati ISTAT, al 31 dicembre 2009 la popolazione straniera residente era di 89 persone. Le nazionalità maggiormente rappresentate in base alla loro percentuale sul totale della popolazione residente erano:
- Romania 53 (1,76%)

## Amministrazione
Di seguito è presentata una tabella relativa alle amministrazioni che si sono succedute in questo comune.
| Periodo        | Periodo        | Primo cittadino   | Partito                 | Carica  | Note  |
| -------------- | -------------- | ----------------- | ----------------------- | ------- | ----- |
| 11 maggio 1987 | 24 maggio 1990 | Antonio Baravalle | lista civica            | Sindaco | [ 7 ] |
| 24 maggio 1990 | 24 aprile 1995 | Luigi Moroni      | lista civica            | Sindaco | [ 7 ] |
| 24 aprile 1995 | 14 giugno 1999 | Donato Adduci     | -                       | Sindaco | [ 7 ] |
| 14 giugno 1999 | 14 giugno 2004 | Donato Adduci     | lista civica            | Sindaco | [ 7 ] |
| 15 giugno 2004 | 8 giugno 2009  | Mauro Pagliarani  | centro-sinistra         | Sindaco | [ 7 ] |
| 8 giugno 2009  | 26 maggio 2014 | Antonio Massa     | lista civica: il gruppo | Sindaco | [ 7 ] |
| 26 maggio 2014 | 26 maggio 2019 | Antonio Massa     | lista civica: il gruppo | Sindaco | [ 7 ] |
| 26 maggio 2019 | in carica      | Rosalia Mangani   | lista civica: il gruppo | Sindaco | [ 7 ] |

## Economia
Dagli anni '70 è la sede della divisione italiana della Suzuki, inizialmente per moto e motori marini, da metà anni '90 anche per le auto; ivi ha anche sede l'unico Centro Stile europeo della casa di Hamamatsu.